# Швайккердт, Герольд
Герольд Георг Вильгельм Иоганнес Швайккердт (нем. Herold Georg Wilhelm Johannes Schweickerdt, 1903 — 1977) — немецкий ботаник.

## Биография
Герольд Георг Вильгельм Иоганнес Швайккердт родился 29 ноября 1903 года.
С 1940 по 1964 год он был куратором Alten Botanischen Gartens Гёттингенского университета.
Герольд Георг Вильгельм Иоганнес Швайккердт умер 21 февраля 1977 года.

## Научная деятельность
Герольд Георг Вильгельм Иоганнес Швайккердт специализировался на семенных растениях.

## Научные работы
- Untersuchungen über Photodinese bei Vallisneria spiralis. Borntraeger, Leipzig 1928 [Ausg. 1931], S. 79—134. In: Jahrbücher für wissenschaftliche Botanik. Bd 68, H. 1. Hochschulschrift Bonn, Philologische Dissertation.

## Почести
Университет Претории назвал в его честь HGWJ Schweickerdt Herbarium.